# Styczeń 2007 w sporcie
Zobacz też: Styczeń 2007 · Zmarli w styczniu 2007 · Styczeń 2007 w Wikinews

## 31 stycznia

### Piłka siatkowa
- Indesit European Champions League
  - Skra Bełchatów wygrała z Olympiakosem Pireus 3:0 (25:21, 26:24, 25:23) i awansowała do następnej rundy LM.

## 30 stycznia

### Piłka ręczna
- Mistrzostwa świata w piłce ręcznej
  - Polska pokonała 28:27 Rosję i awansowała do półfinału. Spotka się tam z Danią.
  - Niemcy wygrali z Hiszpanią 27:25 i awansowali do półfinału, gdzie będą walczyć o miejsca 1–4, a Hiszpanie o miejsca 5–8. Niemcy zagrają w półfinale z Francją.
  - Francja pokonała Chorwację 21:18 i w półfinale zmierzy się z Niemcami. Chorwację czeka pojedynek z Hiszpanią.
  - Dania wygrała z Islandią 42:41 i będzie rywalem Polski w półfinale mistrzostw świata. Przegrani zagrają z Rosją.

## 28 stycznia

### Łyżwiarstwo figurowe
- Oficjalne zakończenie mistrzostw Europy w Warszawie.

### Piłka ręczna
- Mistrzostwa świata w piłce ręcznej
  - Grupa M1:
    - Niemcy wygrali z Islandią 33:28. Niemcy zajęli 2. miejsce w grupie, natomiast Islandia 3.
    - Polska wygrała ze Słowenią 38:27. Polacy zajęli 1. miejsce w grupie i w następnej rundzie zmierzą się z Rosją. Słoweńcy zajęli 5. miejsce.
    - Francja wygrała z Tunezją 28:26. Francuzi zajęli 4. miejsce w grupie, a Tunezyjczycy 6.

  - Grupa M2:
    - Chorwacja pokonała Hiszpanię 29:28.
    - Rosja pokonała Węgry 26:25.
    - Dania pokonała Czechy 33:29.

### Skoki narciarskie
- Adam Małysz zajął 4. miejsce podczas konkursu Pucharu Świata w Oberstdorfie, przegrywając walkę o podium z Andreą Morassi o 0,2 pkt. Wygrał Michael Uhrmann.

### Tenis
- Roger Federer pokonał w finale Australian Open Fernando Gonzáleza 7:6(2), 6:4, 6:4 i bez straty seta wygrał cały turniej. To jego 10. wielkoszlemowe zwycięstwo w karierze i pierwsze od 27 lat zwycięstwo bez straty seta w wielkoszlemowym turnieju mężczyzn.
- W finale debla par mieszanych Daniel Nestor (Kanada) / Jelena Lichowcewa (Rosja) pokonali parę Maks Mirny (Białoruś) / Wiktoryja Azaranka (Białoruś) 6:4 6:4.

### Golf
- Tiger Woods wygrywając w turnieju Buick Invitational w San Diego w Kalifornii odniósł swoje siódme zwycięstwo z rzędu w imprezie PGA Tour. Jest to najdłuższa passa jednego zawodnika od 11 zwycięstw z rzędu Byrona Nelsona w 1945.

## 27 stycznia

### Skoki narciarskie
- Adam Małysz odniósł w Oberstdorfie swoje 30. zwycięstwo w zawodach Pucharu Świata. Było to jego pierwsze zwycięstwo w sezonie 2006/2007. Drugi był Thomas Morgenstern, trzeci Michael Uhrmann.

### Biegi narciarskie
- Justyna Kowalczyk wygrała w Otepää w Estonii bieg na 10 km techniką klasyczną.

### Tenis
- W finale Australian Open 2007 Serena Williams pokonała Mariję Szarapową 6:1 6:2.

### Piłka ręczna
- Mistrzostwa świata w piłce ręcznej
  - Niemcy wygrali z Francją 26:29.
  - Islandia wygrała ze Słowenią 32:31.
  - Polska wygrała z Tunezją 40:31.

## 26 stycznia

### Piłka nożna
- Michel Platini został nowym prezydentem UEFA. Pokonał on dotychczasowego szefa UEFA Szweda Lennarta Johanssona wynikiem głosów 27:23 (2 głosy nieważne).
- Czarnogóra stała się nowym członkiem UEFA.

## 25 stycznia

### Piłka ręczna
- Mistrzostwa świata w piłce ręcznej
  - Niemcy wygrali 35:28 z Tunezją.
  - Polska wygrała 35:33 z Islandią.
  - Francja wygrała 33:19 ze Słowenią.

## 24 stycznia

### Łyżwiarstwo figurowe
- Para sportowa – Dorota i Mariusz Siudkowie, zdobyła brązowy medal na rozgrywanych na warszawskim Torwarze mistrzostwach Europy.

### Piłka siatkowa
- Indesit European Champions League
  - BOT Skra Bełchatów przegrała z Knack Randstad Roeselare 2:3 (25:23; 17:25; 26:24; 20:25; 12:15) i żeby awansować Skra musi wygrać z Olimpiakosem i liczyć na korzystne wyniki.

### Piłka ręczna
- Mistrzostwa świata w piłce ręcznej
  - Polska przegrała z Francją 31:22.
  - Niemcy wygrali 35:29 ze Słowenią.
  - Tunezja przegrała z Islandią 30:36.

### Piłka nożna halowa
- Powstaje drużyna halowa „Ogień w Szopie”, która startuje w Zbąszyńskiej Lidze Piłki Nożnej Halowej.

## 23 stycznia

### Łyżwiarstwo figurowe
- Oficjalne rozpoczęcie mistrzostw Europy w Warszawie – pierwszych od 99 lat, rozgrywanych w Polsce. Impreza, nieoficjalnie trwająca już od 21 stycznia, potrwa do 28 stycznia. Do rywalizacji przystąpiło 38 solistek, 32 solistów, 15 par sportowych oraz 27 duetów tanecznych.

## 22 stycznia

### Piłka ręczna
- Mistrzostwa świata w piłce ręcznej
  - Polska pokonała Niemcy 27:25. Podopieczni Bogdana Wenty zajęli 1. miejsce w grupie C i awansowali dalej. Niemcy zajęli 2. miejsce w grupie C i również awansowali.
  - Brazylia pokonała Argentynę 20:22. Brazylijczycy zajęli 3., a Argentyńczycy 4. miejsce.

## 21 stycznia

### Snooker
- Turniej Masters
  - Ronnie O’Sullivan wygrał turniej Masters, pokonując w finale Chińczyka Ding Junhui 10:3.

### Rajdowe mistrzostwa świata
- Rajd Monte Carlo
  - W pierwszej tegorocznej eliminacji Rajdowych Mistrzostw Świata w Monte Carlo zwyciężył Francuz Sebastien Loeb z przewagą 38 sekund nad drugim Danielem Sordo. Trzecie miejsce na podium zajął Marcus Grönholm ze stratą półtorej minuty do zwycięzcy. W rajdzie brała udział polska ekipa: Andrzej Mancin i Ryszard Ciupka zajęli 32. pozycję z 56 minutami straty do pierwszego na mecie Francuza.

### Piłka ręczna
- Mistrzostwa świata w piłce ręcznej
  - Polska pokonała Brazylię 31:23 i awansowała do kolejnej rundy mistrzostw. Polakom został jeszcze jeden mecz tej rundy (Niemcy).
  - Niemcy pokonali Argentynę 20:32 i awansowali do kolejnej rundy mistrzostw. Niemcom został jeszcze jeden mecz tej rundy (Polska).

## 20 stycznia

### Piłka ręczna
- Mistrzostwa świata w piłce ręcznej
  - Polska pokonała Argentynę 29:15.

### Skoki narciarskie
- Jan Mazoch uległ wypadkowi na Wielkiej Krokwi w Zakopanem

## 19 stycznia

### Piłka nożna
- Minister sportu Tomasz Lipiec ogłosił odwołanie władz PZPN i wprowadzenie kuratora – Andrzeja Rusko.

## 7 stycznia

### Skoki narciarskie
- Norweski zawodnik Anders Jacobsen wygrał 55. edycję Turnieju Czterech Skoczni. Z Polaków Adam Małysz zakończył turniej na 7. miejscu, zaś Kamil Stoch uzyskał 15. pozycję.

## 5 stycznia

### Łyżwiarstwo figurowe
- Początek drugiej części Mistrzostw Polski 2006/2007. W Warszawie, do konkursu przystępują Juniorzy oraz Tancerze-Seniorzy  Równocześnie rozgrywane są Eliminacje do Ogólnopolskiej Olimpiady Młodzieży w kategorii Junior Młodszy B (Novice/Klasa Złota) Impreza potrwa do 7 stycznia.

## 4 stycznia

### Skoki narciarskie
- W ramach Turnieju Czterech Skoczni, rozegrano konkurs w Innsbrucku.

## 1 stycznia

### Skoki narciarskie
- W ramach Turnieju Czterech Skoczni, rozegrano konkurs w Garmisch-Partenkirchen.